# Klížska Nemá
Klížska Nemá (in ungherese Kolozsnéma) è un comune della Slovacchia facente parte del distretto di Komárno, nella regione di Nitra.